# 第2次岸内閣 (改造)
第2次岸改造内閣（だいにじきしかいぞうないかく）は、衆議院議員、自由民主党総裁の岸信介が第57代内閣総理大臣に任命され、1959年（昭和34年）6月18日から1960年（昭和35年）7月19日まで続いた日本の内閣。
前の第2次岸内閣の改造内閣である。

## 概要
6月の参院選で自民党が過半数を確保した上での改造であり、特に前年暮れに閣外へと去った池田派から池田を蔵相・益谷秀次を副総理に起用するなど新日米安保条約調印を見越して主流派に取り込んだ。一方で福田赳夫の入閣による後任の幹事長就任を目論んだ河野一郎が要望が適わずと見て非主流派に転向、松田竹千代と中曽根康弘が閣内に入ったものの新安保条約をめぐる本会議採決では三木・松村派ともども欠席して党から造反するに至る。
新安保条約は自然成立ということで批准されたが衆議院解散を強行しようとした岸に、幹事長の川島正次郎と官房長官の椎名悦三郎に猛反対され断念。批准書交換の日の6月23日に辞意を表明して7月15日に総辞職した。

## 閣僚
- 内閣総理大臣 - 岸信介（岸派）
- 副総理、行政管理庁長官 - 益谷秀次（池田派）
- 法務大臣 - 井野碩哉（参議院議員）
- 外務大臣 - 藤山愛一郎（岸派）
- 大蔵大臣 - 佐藤栄作（佐藤派）
- 文部大臣 - 松田竹千代（河野派）
- 厚生大臣 - 渡邊良夫（佐藤派）
- 農林大臣 - 福田赳夫（岸派）
- 通商産業大臣 - 池田勇人（池田派）
- 運輸大臣 - 楢橋渡（岸派）
- 郵政大臣 - 植竹春彦（参議院議員）
- 労働大臣 - 松野頼三（佐藤派）
- 建設大臣、首都圏整備委員長、北海道開発庁長官 - 村上勇（大野派）
- 国家公安委員会委員長 - 石原幹市郎（参議院議員、兼務）
- 自治庁長官：1960年（昭和35年）7月1日廃止 - 石原幹市郎（参議院議員、兼務）
- 自治大臣：1960年（昭和35年）7月1日設置 - 石原幹市郎（参議院議員、兼務）
- 防衛庁長官 - 赤城宗德（岸派）
- 経済企画庁長官 - 菅野和太郎 （三木・松村派）
- 科学技術庁長官 - 中曽根康弘（河野派）
- 内閣官房長官 - 椎名悦三郎（岸派）
- 総理府総務長官 - 福田篤泰（大野派）
  - 法制局長官 - 林修三
  - 内閣官房副長官（政務） - 松本俊一
  - 内閣官房副長官（事務） - 小笠公韶：1958年（昭和33年）6月14日 - 1959年（昭和34年）6月9日
  - 総理府総務副長官 - 佐藤朝生

## 政務次官
第2次岸内閣の政務次官が1959年（昭和34年）6月30日に退任し、同日付で新たな政務次官を任命した。
- 法務政務次官 - 中村寅太
- 外務政務次官 - 小林絹治
- 大蔵政務次官 - 奥村又十郎・前田佳都男
- 文部政務次官 - 宮澤喜一
- 厚生政務次官 - 内藤隆
- 農林政務次官 - 小枝一雄・大野市郎
- 通商産業政務次官 - 内田常雄・原田憲
- 運輸政務次官 - 前田郁
- 郵政政務次官 - 佐藤虎次郎
- 労働政務次官 - 赤沢正道
- 建設政務次官 - 大澤雄一
- 行政管理政務次官 – 新井京太
- 北海道開発政務次官 - 大森玉木
- 自治政務次官 - 丹羽喬四郎
- 防衛政務次官 - 小幡治和
- 経済企画政務次官 - 岡部得三
- 科学技術政務次官 – 横山フク